# King of the Nordic Twilight
King of the Nordic Twilight è il primo album del chitarrista italiano Luca Turilli, fondatore ed ex chitarrista dei Rhapsody of Fire. È stato pubblicato il 24 novembre 1999 per la Limb Music Productions.
Esistono due versioni dell'album, una in digibook ed una in vinile, limitate e numerate.

## Tracce
1. To Magic Horizons – 1:21
2. Black Dragon – 5:05
3. Legend of Steel – 5:20
4. Lord of the Winter Snow – 6:06
5. Princess Aurora – 3:46
6. The Ancient Forest Of Elves – 4:44
7. Throne of Ice – 1:51
8. Where Heroes Lie – 4:24
9. Warrior's Pride – 3:47
10. Kings of the Nordic Twilight – 11:37
11. Rannveig Sif Sigurdardottir (Bonus track) – 2:13

## Formazione
- Luca Turilli - chitarra elettrica (e tastiere addizionali)
- Olaf Hayer - voce
- Sascha Paeth - basso, chitarra acustica
- Miro - tastiere
- Robert Hunecke Rizzo - batteria